# Die Regeln der Kunst
Die 1999 auf Deutsch erschienene Monografie Die Regeln der Kunst. Genese und Struktur des literarischen Feldes ist „eine systematische Zusammenfassung von Pierre Bourdieus Forschungen zur Kunstsoziologie“, Bourdieus „kunsttheoretisches Hauptwerk.“ Bourdieu untersucht die sozialen Voraussetzungen, unter denen einem Produkt die Eigenschaft „Kunst“ zu sein zugeschrieben wird. Hauptthema ist nicht die materielle Anfertigung eines Kunstwerks, sondern die „Produktion des Werts kultureller Güter“ am Beispiel der Literatur und Bildenden Kunst in Frankreich seit 1830. Schwerpunkt der empirischen Analyse ist Gustave Flaubert und sein Roman Die Erziehung des Herzens, die Bourdieu einbettet in die Entstehung des künstlerischen Milieus und des Lebensstils der Bohème. Bourdieu rekonstruiert ihre ästhetischen Diskurse und ihre Verbindungen zum Kunstmarkt, der sie wiederum mit der bürgerlichen Gesellschaft verknüpft, gegen die sie sich in Opposition entwickelt hat. Aus der historischen Analyse verallgemeinert er eine Reihe von Regeln der Entwicklung und Veränderung kultureller Werte.

## Übersicht
Bereits der Titel Regeln der Kunst ist laut Michael Wetzel ein Statement. Es betone Bourdieus Auffassung eines „Ensembles gesellschaftlicher Mechanismen“, die die Produktion, Vermarktung und Konsumtion auch einzigartiger Kulturgüter bestimmen. Für Bourdieu sind Regeln eine Richtschnur für die eine Karriere anstrebenden Akteure, also die Kulturproduzenten, und zugleich für die Beobachter des Feldes, die Kritiker, die zu lange und zu oft die konfliktreiche Entwicklung ästhetischer Positionen als „eine Art Naturgesetz poetischen Wandels“ verstanden hätten. In den folgenden Abschnitten werden die hier skizzierten Regeln ausführlich entwickelt. Als solche soziale Regeln oder Mechanismen gälten für Bourdieu vor allem die folgenden:
- In der Geschichte des literarisch-künstlerischen Feldes entstehe ein expandierender Raum der ästhetischen Möglichkeiten, der Richtungen und „Schulen“, die sich den einzelnen Produzenten als ein Vorgegebenes aufzwängen.
- Dieses historische Erbe präge zusammen mit der individuellen Geschichte der Produzenten, ihrer Herkunft und dem Einfluss ihres Umfeldes die Entscheidungen, bestimmte ästhetische Möglichkeiten des Feldes in ihrem Habitus und in ihren Werken zu verwirklichen.
- Das Ganze der miteinander korrespondierenden Neuerungen verändere die ästhetischen Schwerpunkte des Feldes und dränge mit dieser Dynamik jede bisherige Avantgarde in die symbolische Vergangenheit.
- Mit der allmählichen Bedeutungsverschiebung vom Inhalt zur Form, vom Sujet zum Ausdruck werde ein wachsender Teil der Werke durch Referenzen auf nur noch interne Positionen des Feldes bestimmt, die von Produzenten und Rezipienten einen geschichtlichen Überblick, eine Historisierung ihres ästhetischen Urteils verlangen.
- In der literarisch-künstlerischen Produktion erzeugten mehrere strategische Funktionen des Feldes den objektiven Eindruck, es nicht mit einem Feld und nicht mit seiner sozialen Geschichte zu tun zu haben.

Bourdieu argumentiert vor allem gegen die durch die Felder der literarischen und künstlerischen Produktion selbst erzeugte Illusion, Kunst entstehe ohne gesellschaftliche Voraussetzungen und damit in einem quasi magischen Schöpfungsakt durch einen isoliert-begnadeten Künstler. Es geht Bourdieu um den Bruch mit diesem Glauben, der es „anerkannten Künstlern gestattet, durch das Wunder der Signatur (oder des Namenszugs) bestimmte Produkte zu heiligen.“
Gegen den Vorwurf, er würde so ephemere Objekte wie ein Kunstwerk „auf das bloße Produkt eines Milieus zu reduzieren“, besteht Bourdieu darauf, dass nur durch eine historisch-soziologische Analyse verstanden werden könne, wie ein Künstler sich auf die zu seiner Zeit in seinem Umfeld gegebenen Festlegungen beziehe und sich in seiner „Befreiungsarbeit“ als schöpferisch Wirkender erst hervorbringe. Hinter der Abwehr der soziologischen Analyse des künstlerischen Feldes vermutet er die interessierte Hypothese eines Gegensatzes von Masse und empfindsamer Elite, die sich damit nur als Deuter des Unerkennbaren aufwerte. Erst die soziologische Analyse eines Kunstwerkes, die die Bedingungen seiner Produktion und Rezeption reflektiere, könne in der Historisierung seine „Einzigartigkeit“, „die Bildungsformel, das Erzeugungsprinzip, den Daseinsgrund“ verständlich machen und so künstlerische Erfahrung und Genuss intensivieren.

## Vorbemerkung: Redundanz reduzieren, Transparenz erhöhen
Die Untersuchung ist im Original in drei größere Teile gegliedert, von denen der erste Teil die Genese des literarischen und künstlerischen Feldes mit einem Akzent auf Flaubert und seiner Erziehung des Herzens untersucht, der zweite Teil die Ergebnisse für die Produktion kultureller Werte verallgemeinert und sich auf die gesellschaftliche Determination der Kulturproduzenten konzentriert und der dritte Teil Theorien des künstlerischen Werts und der angemessenen ästhetischen Erfahrung analysiert.
Der erste Teil mit seiner weitgehend linearen Gedankenführung ist immer wieder Bezugspunkt der folgenden Teile. Einige Subthemen werden daher mehrfach aufgegriffen und nach und nach ergänzt. Der Anschaulichkeit und der Ersparung von Wiederholungen wegen bildet der erste Teil des Werks den ordnenden Bezugspunkt dieser Zusammenfassung. Viele spätere Bezugnahmen und Ergänzungen zu früheren Ausführungen werden daher im ersten Teil und dort vor allem in den Belegen eingeordnet – anhand der breit streuenden Seitenangaben in den Belegen wird deutlich, dass viele Themen ihre Spur durch das ganze Werk ziehen, sodass eine übersichtliche Darstellung diese Hinweise besser auf bestimmte Ankerpunkte konzentriert.
Die Fülle des Materials und die Kreisbewegung der Argumentation lassen sich ohne Wiederholungen nicht entlang des Inhaltsverzeichnisses wiedergeben. Es scheint daher übersichtlicher, vom Beweisziel auszugehen: Erst mit der Kritik des Glaubens an den „magischen Künstler“ fallen die längeren und kürzeren Abschnitte der Untersuchung in eine nachvollziehbare Ordnung und der Leser entgeht der Addition einer unübersichtlichen Zahl von Kapiteln. Die Zusammenfassung der Regeln der Kunst folgt daher weniger dem Inhaltsverzeichnis als einer (hoffentlich) übersichtlicheren Gliederung.

## Beweisziel: Selbstschöpfung des Künstlers ist Ideologie
Bourdieu geht es um „eine Kritik des kulturellen Aberglaubens und Fetischismus“, „um den Bruch mit der charismatischen ‚Schöpfer‘-Ideologie“. Diesem Ziel wird als organisierendem Zentrum die Fülle des Materials zugeordnet. Die Reichweite des geplanten Unternehmens zeigt sich an einem Personenregister mit 748 Namen und einem Begriffsregister mit – wegen weiterer Differenzierungen nur ungenau zu beziffernden – 174 Stichworten, die zum Teil in den Kulturwissenschaften üblich, zum Teil von Bourdieu für seine soziologische Theorie übernommen und modifiziert worden sind.
Bei der Betrachtung der künstlerischen Produktion werde das Bild der Dynamik künstlerischer Entwicklung durch die Kämpfe der ästhetischen Positionen, Stile und Schulen bestimmt. Dadurch werde die Aufmerksamkeit fokussiert auf die „sichtbaren Produzenten“ als voraussetzungslose „Schöpfer“ ihrer Produkte. Diese Sichtweise sei „das Haupthindernis für eine rigorose Wissenschaft von der Produktion des Werts kultureller Güter.“ Vom Schöpfer-Mythos aus werde die „ungebührliche Frage nach den gesellschaftlichen Bedingungen ihrer Möglichkeit“ zurückgewiesen, die Frage danach, „wer denn diesen ´Schöpfer´ geschaffen hat.“ So entstehe „Ideologie“, ein „Glauben“ an die magische Kraft des Künstlers oder Autors zur Transsubstantiation von Etwas in Kunst: Aber der „Produzent des Werts des Kunstwerks ist nicht der Künstler, sondern das Produktionsfeld als Glaubensuniversum, das mit dem Glauben an die schöpferische Macht des Künstlers den Wert des Kunstwerks als Fetisch schafft.“
Die Illusion der Interessefreiheit kultureller Produktion und der Glaube an die Selbstschöpfung des Künstlers seien Effekt mehrerer objektiver Merkmale des künstlerischen Feldes: (1.) Die Beziehung jedes einzelnen Werkes auf das Umfeld der literarischen und künstlerischen Diskurse, auf das kumulierte Erbe der Positionen und Positionierungen sei nicht immer explizit; (2.) die heftigen Kämpfe in diesem Feld um die Definition von Kunst lasse die tieferen Strukturen der objektiven Geschichte des Feldes und der sozialen Geschichte der Produzenten in den Hintergrund treten; (3.) die „Entdeckung“ eines Künstlers werde wahrheitswidrig einzelnen statt wenigstens einer kleinen Gruppe von Pionieren, von Galeristen oder Mäzenen und damit dem Feld selbst zugeschrieben; (4.) die Auslagerung der Vertriebsfunktionen an Galerien und Verlage ‚reinige‘ den Künstler vom Verdacht ökonomischer Interessen; (5.) die Präsentation der Kunstwerke in Museen löse die Werke aus ihrem Entstehungskontext und enthistorisiere sie; (6.) ein ganzes Spektrum kommentierender und archivierender Berufe außerhalb der unmittelbaren Produktion der Kunstwerke erarbeite in seinen Diskursen Sinn und Wert der Kunst … Die Überzeugung von einem Schöpfer-Künstler sei demnach Effekt realer Faktoren des Feldes, ein objektives Trugbild, sei eine „wohlbegründete Illusion“, ein „entrealisierender ‚Realitätseffekt‘.“
Diese Bedingungen stärken gemeinsam den Glauben an die Inkarnation des Genies im Kunstwerk, während der Künstler in Wirklichkeit „seine magische Wirksamkeit der gesamten Logik des Feldes, das ihn anerkennt und ermächtigt“, der „Gesamtheit der im Produktionsfeld wirkenden Akteure“ verdanke. Der Annahme einer irgendwie magisch-genialisch-kreativen Schöpfung könne nur durch eine historische Analyse, nur durch das „Verständnis der Logik jener gesellschaftlichen Welten“ des künstlerischen und literarischen Feldes, der Boden entzogen werden. Um der Falle dieses magischen, dieses essentialistischen Denkens zu entgehen, sei „der Verzicht auf den Glauben an das Unstofflich-Vergeistigte des reinen Interesses für die reine Form (…) der Preis, der zu zahlen ist.“

## Objektiver Schein der autonomen Kunst

### Autonomie des literarisch-künstlerischen Feldes
Erster Schwerpunkt der Untersuchung ist die Analyse der Entwicklung einer Parallelgesellschaft der Schriftsteller und Künstler zwischen etwa 1830 und 1880 in Paris, wo das literarisch-künstlerische Feld der Bohème entstand – in einer bürgerlichen Welt und zugleich auch gegen sie. Der Begriff des Feldes ist für Bourdieus Analyse zentral: Ein soziales Feld bedeutet ein Ganzes von historischen Bedingungen, in denen Akteure wie in einem Spielfeld a) nach bestimmten Regeln, b) aufgrund individueller Determinanten und c) mit ihrem Habitus, einem differenzierenden und damit die objektiven Möglichkeiten inkorporierenden Auftreten, d) Positionen zu erreichen und zu verändern suchen. Die Begriffe Feld und Habitus dynamisieren daher einerseits die historisch gewachsenen Strukturen – und grenzen sich vom Strukturalismus ab – und objektivieren andererseits das Auftreten der Akteure – und grenzen sich so von idealistischen und essenzialistischen Positionen ab.
Im literarisch-künstlerischen Feld hätten sich drei Positionen ausdifferenziert: Die „bürgerliche“, romantisch-sentimentale oder konservative Kunst, die „realistische“ oder sozial propagandistische, engagierte Kunst und die Avantgarde der sich zu diesen beiden im Gegensatz entwickelnde L’art pour l’art. Diese das soziale Feld der Literatur zu jener Zeit strukturierenden Positionen konstituierten den Raum der ästhetischen Möglichkeiten, in dem die Produzenten auf eine ihren persönlichen Dispositionen entsprechende Weise ihre „Wahlentscheidungen“ über Gattung und Sujet, Komposition und Stil trafen. Damit bezogen sie sich qua Negation oder Gefolgschaft auf den umgebenden Raum und grenzten sich immer auch von anderen Produzenten ab.
Mit dem Auftreten nachdrängender Künstlergenerationen fragmentieren sich die ästhetische Positionen; die Abgrenzungen von den schon bestehenden Richtungen lassen mit der Ausrufung der jeweils nächsten Revolution kurzfristige Moden als Weg des Eintritts in das künstlerische und literarische Feld entstehen, die um den Erfolg konkurrieren: „Unleugbar ist der Effekt der Notwendigkeit, sich abzusetzen, um zu existieren.“ Neulinge können nur dadurch Anerkennung finden, dass sie der inzwischen kanonisierten Avantgarde eine ästhetische Alterung aufzwingen, zum Beispiel durch den Vorwurf der erfolgsbedingten Korruption ihrer ästhetischen Werte des Anfangs. Dieser Kampf zeige sich in immer neuen klassifizierenden (Mode-)Namen als Distinktionszeichen für die zur Orthodoxie mutierende bisherige Avantgarde und für die jugendliche Häresie, die nach ihrem möglichen Aufstieg selbst der Dialektik ihres Erfolgs erliegen werde. Das Veränderungsgesetz des Produktionsfeldes sei die „Dialektik der Distinktion“. Die Alterung betreffe nicht nur die Zukunftsaussichten der Produzenten, sondern auch die ihre Werke vermarktenden Verlage und Galerien, deren „symbolische Position“ sich im Feld der jeweiligen Gegenwart ebenfalls zur Vergangenheit hin verschiebe, wodurch sich letztlich auch die Geschmacksausprägungen der Konsumenten veränderten.

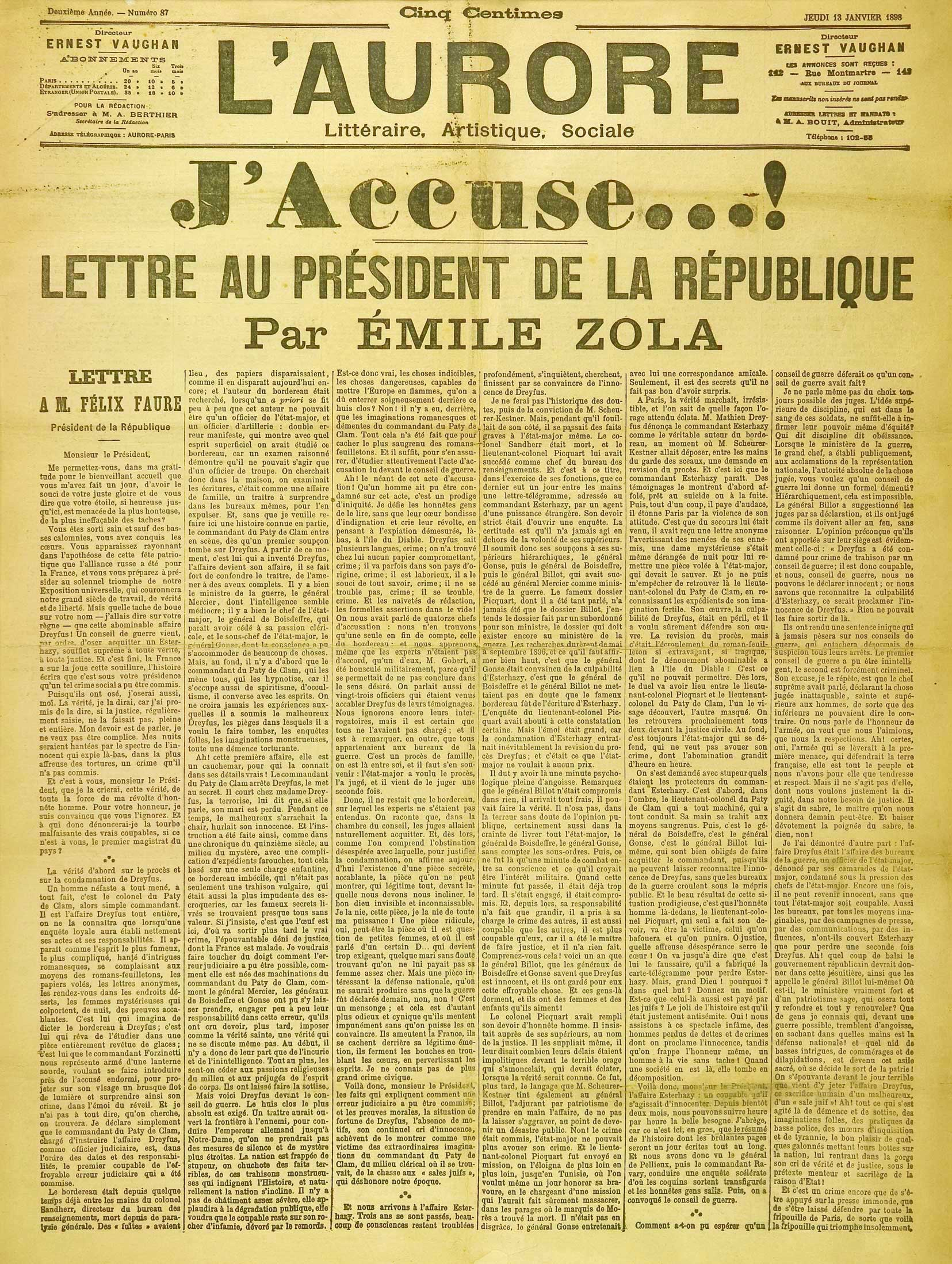
Offener Brief É. Zolas an den Präsidenten der frz. Republik

Die Kulturproduktion könne allmählich eine relative Autonomie erreichen, indem sich die internen Positionen des Feldes differenzieren und sich die mit den Positionen verbundenen, lange Zeit von der Académie gelenkten ästhetischen Diskurse intensivieren. Die zusätzlichen Kunden aus der wachsenden Mittelschicht führten zu einer Lockerung der ökonomischen Abhängigkeit von der großbürgerlichen Kundschaft, die meist eine distanzierte Haltung zu den systematischen ästhetischen Experimenten der Avantgarde einnimmt. Der Schriftsteller Émile Zola vollende die gewachsene Stärke des Feldes mit seinem „J´accuse“, „Ich klage an“, indem er 1898 in der Dreyfus-Affäre öffentlich die Werte der Wahrheit und Gerechtigkeit dem Feld der Politik aufzwinge und damit im Gegensatz zu den abhängigen Schriftstellern des 17. Jahrhunderts den modernen Typus des unabhängigen Intellektuellen erfinde, der sich der Universalität verpflichtet. Diese Macht des kritischen Intellektuellen, die aus der Verbindung der autonomen, universellen Werte mit dem politischen Engagement entsprang, sieht Bourdieu am Ende des 20. Jahrhunderts erodieren durch den wachsenden Einfluss der Medientechnokraten und der wirtschaftlichen sowie staatlichen Institutionen im Feld der Kulturproduktion.

### Anti-Ökonomie als Vermarktungsstrategie
Neben der Autonomie des Feldes sei die doppelte Logik der Vermarktung der Kunstprodukte ein weiteres Moment des Glaubens an die Kunst als einer interesselosen Schöpfung. In den Jahren nach 1880 etabliert sich eine neuartige, gegenläufige Doppel-Hierarchie der Gattungen zum Beispiel im literarischen Feld: Einerseits ein Ranking nach kommerziellem Erfolg oder Umsatz (1. Theater, 2. Roman, 3. Lyrik), andererseits eine umgekehrte Wertung nach dem Ansehen der Gattung (1. Lyrik, 2. Roman, 3. Theater). Dieses zweite Ranking einer nach ihrem Selbstverständnis anti-ökonomischen Logik unterstreiche die inzwischen erreichte Autonomie des Feldes und stütze sich auf den besonderen Doppelcharakter der Kunst als Ware. Im Markt für Kulturprodukte entwickle sich aus der dualistischen Struktur der Wertung von Kunstprodukten der Hauptgegensatz zwischen einer „bürgerlichen“ Massenproduktion und einer „reinen“ Kunst für die intellektuelle Avantgarde, die die bürgerliche Kunst wegen ihrer Abhängigkeit vom Geld denunzierte. Auch diese Selbstvermarktung durch Verneinung der Vermarktungsabsicht stärke den Glauben an die Voraussetzungslosigkeit der Kunst. Aber da sie den Schein ihrer Anti-Ökonomie als Verkaufsstrategie nutzte, könne sie sich von ihrem Gegenteil nicht völlig frei machen.
Diese Doppellogik gelte seit den 1880er Jahren und auch für das 20. Jahrhundert. Sie präge zugleich die Bewegung dieser Waren auf dem Kunstmarkt: Die Verlagshäuser operieren dementsprechend mit wenigstens einer Strategie der Bestseller, die kurzfristig, planbar und auf Massenproduktion orientiert ist, und einer der literarisch anspruchsvollen Longseller, die anfangs oft in kleinen Auflagen erscheinen und sich bestenfalls langfristig lohnen können. Eine wichtige Ressource der Kleinverlage sind die „Entdecker“ der späteren Longseller sowie die symbolischen und finanziellen Preise von Akademien, Museen, Galerien usw., die einzelne Werke so weit aus dem Angebot herausheben, dass sie schließlich in den Lehr- und Studienplänen auftauchen und damit die Werke kanonisieren. Aber die Entdecker und die Institutionen seien Teil des künstlerischen Feldes und „entdecken“ nie etwas, was nicht schon andere im Feld als Aufmerksamkeit fordernd bewertet hätten.

## Analyse der Ästhetik Flauberts

### Flauberts Position im literarischen Feld
Bei Flaubert sieht Bourdieu eine „strukturelle Homologie“ zwischen den „konstitutiven Positionen des literarischen Feldes“ und den besonderen und allgemeinen Merkmalen seines künstlerischen Projekts. Erst durch die analytische Verbindung von Feld und Form werde „die spezifische Logik des Werks“ verstanden, seine „genuin künstlerische Genese“ durch die „aktive Integration (…) aller Ressourcen, die im Raum der Möglichkeiten angelegt sind“.

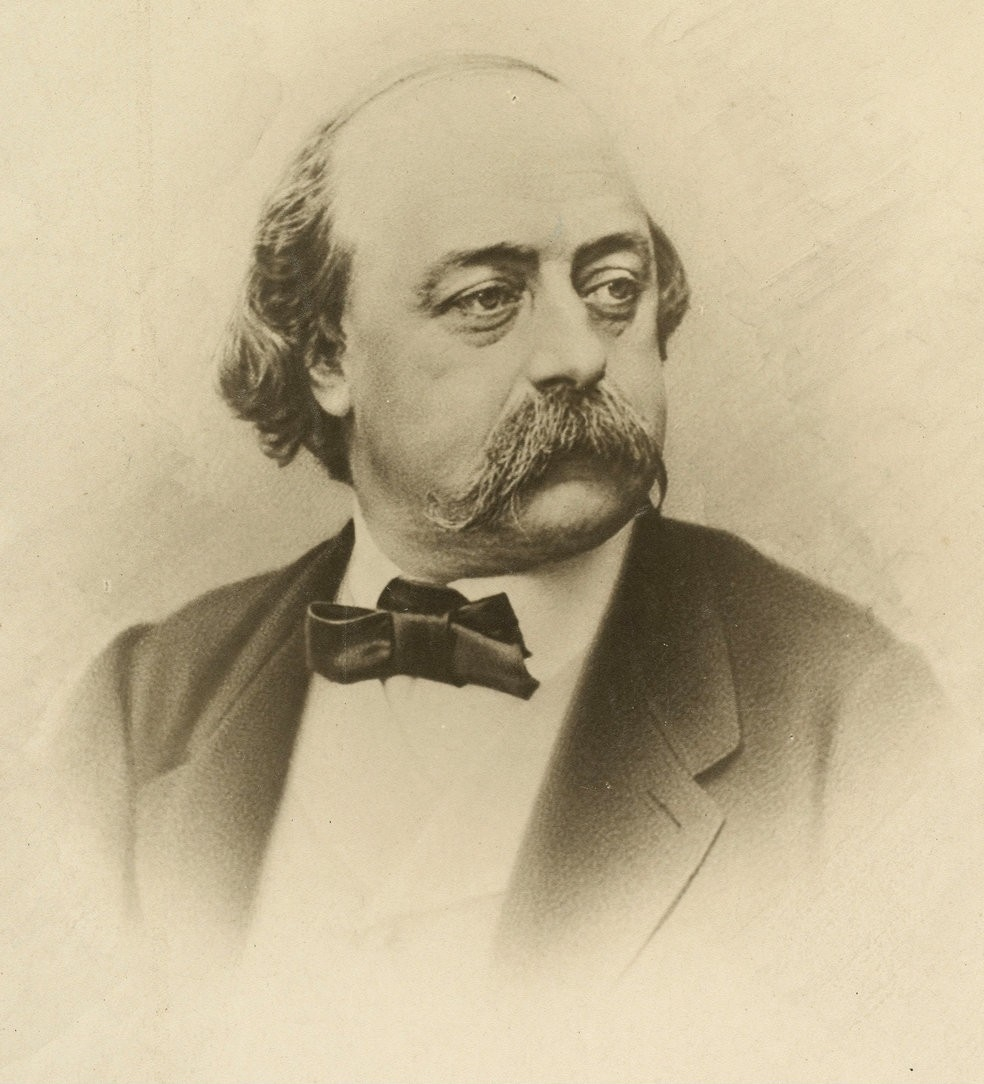
Gustave Flaubert

Die allgemeine Entstehungsformel für Flauberts Gesamtwerk sei die Positionierung für die von der Académie abgewertete Gattung des Romans gewesen. Auf die ästhetischen Positionen des Feldes habe er sich mit seiner Mischung aus Realismus und Ironie bezogen sowie mit dem später so genannten „Flaubertschen Ton“ aus „verfeinertem Schreibstil und äußerster Plattheit des Sujets, die er zuweilen mit den Realisten, auch mit den Romantikern gemeinsam hat (…); eine gewisse Dissonanz, mit der sich in jedem Augenblick die ironische, manchmal parodistische Distanz des Schreibenden zu dem in Erinnerung bringt, was er schreibt.“ Über die dominierenden künstlerischen Positionen hinaus habe Flaubert aber das ganze „unendliche Universum möglicher Kombinationen“ einbezogen und zum Beispiel in den Naturwissenschaften „ein stilistisches Ideal (die Präzision) und ein kognitives Modell (das Ideal der Unparteilichkeit)“ gefunden.
Den Eindruck der Interesselosigkeit ihrer Kunst vermittelten Flaubert und der mit ihm befreundete Baudelaire als Erfinder einer „reinen Ästhetik“, die sich von allen Aufträgen der Belehrung des Lesers befreite und nur noch an der Perfektionierung der die Realität steigernden Form auch trivialer Sujets arbeitete, sodass ihnen „Leidenschaftslosigkeit, Gleichgültigkeit und Gefühlskälte“ vorgeworfen werden konnte. Aber auch das L´art pour l´art, die zunehmende Betonung der Ausdrucksweise gegenüber dem Ausgedrückten sei eine Fortentwicklung der im künstlerischen Feld entwickelten Positionen. Als Abgrenzung von anderen Positionen sei es auch deren Transformation, sodass eine Wechselwirkung zwischen dem Feld der künstlerischen Produktion und dem Werk eines Künstlers entstehe.

### Lektüre derErziehung des Herzens

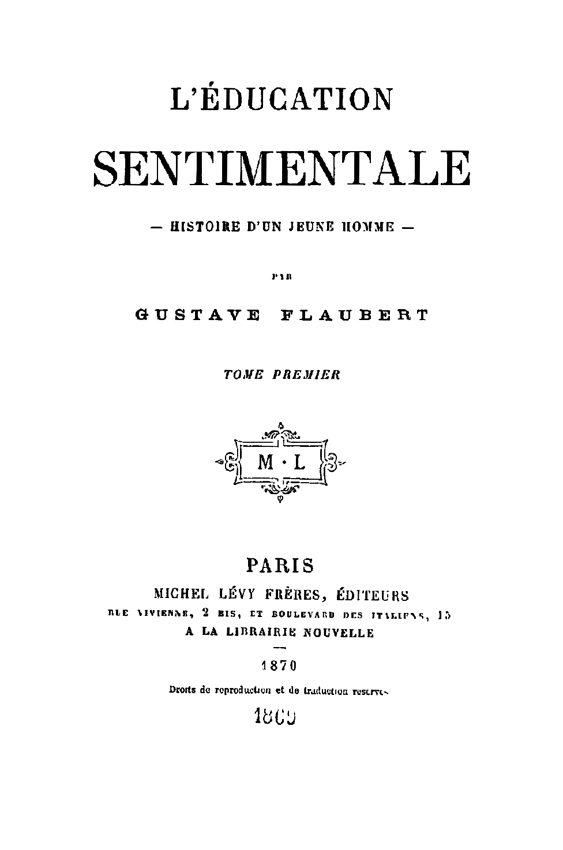
Die Erziehung des Herzens – Titelblatt der frz.Erstausgabe von 1869

Als „Prolog“ vor seiner historisch-soziologisch-ästhetischen Untersuchung künstlerischer Produktion analysiert Bourdieu ausführlich Flauberts Roman Die Erziehung des Herzens (1869) auf 60 Druckseiten Aber erst vor dem Hintergrund von Bourdieus später erläuterten Ergebnisse werde die „Hellsichtigkeit Flauberts“ deutlich sowie ein Verständnis möglich „sowohl der Erzeugungsformel, die dem Werk zugrunde liegt, als auch der Arbeit, mit der Flaubert sie ins Werk zu setzen vermochte.“ Flaubert erzähle das lange Scheitern seiner Hauptfigur Fréderic Moreau, der infolge seiner ständigen Unentschlossenheit und Verkennung der Realitäten weder als Literat oder Künstler noch als geschäftemachender Bürger reüssiert. Auf wenigstens dreierlei Weise sei dieser Roman mit dem gesellschaftlichen Feld verknüpft, in dem er entstanden sei: Erstens durch die von der Hauptfigur verbundenen gesellschaftlichen Kreise, in denen sich die Pole der bürgerlichen und künstlerischen Welt spiegeln; zweitens durch die im Roman und in den Salons der flaubertschen Epoche vermittelten Gegensätze von Geld und Kunst; drittens durch die in den Figuren personifizierten Machtstrukturen, die als persönliche Merkmale und durch ihre Anschaulichkeit verschleiert würden. Dieses reale Zusammenwirken des Feldes der Macht mit dem der Kunst transferiere Flaubert in die in der Analyse zu entdeckenden „Tiefenstrukturen“, die „über diese Arbeit an der Form ins Werk übertragen werden.“ Der Autor fungiere als Medium einer partiellen Anamnese von sozialen und psychologischen Strukturen, die er in seinem Werk zugleich aufdecke und verhülle – der literarische Diskurs produziere einen „entrealisierenden ‚Realitätseffekt‘“.
Flauberts Erzählung lege in einer „gleichsam systematischen Kombinatorik“ seiner zwanzig Protagonisten wie in „einer Art soziologischem Experiment“ die „Erzeugungsformel“ der Figurenbewegungen frei, die sich an den relevanten Positionen des sozialen Raums und den Regeln ihrer Besetzung orientieren. Bei allen Unterschieden der individuellen Prädispositionen, der Einsätze, Trümpfe und Strategien, verhalten sich die Figuren im Allgemeinen standpunktlogisch und lassen sich damit als Inkorporation der im Feld vorhandenen sozialen Positionen auffassen. Was im erzählten Zusammentreffen der Akteure und in den von ihnen geschaffenen Ereignisverläufen daher als Zufall erscheine, sei in Wirklichkeit „die in den Personen inkorporierte Notwendigkeit.“
Nicht nur die Struktur des gegebenen sozialen Raums werde in Figurenlogik transformiert, auch die Vielfalt der impliziten und expliziten Referenzen auf andere, mit den relevanten ästhetischen Positionen verbundene Werke mit ähnlichen Sujets beweise die Beziehung des fiktiven Universums der Erziehung des Herzens zum Feld der literarischen Produktion. Die soziologische Analyse reduziere daher die individuelle Leistung des Künstlers nicht nur nicht auf das „bloße Produkt eines Milieus“, sondern lasse sie erst als kreative, einzigartige Umgestaltung der vorhandenen Festlegungen verstehen.

## Grundlagen einer genetischen Kulturanalyse

### Doppelte Beeinflussung kultureller Produktion
Bourdieu weist explizit darauf hin, dass er die am Beispiel des literarisch-künstlerischen Feldes entwickelten Zusammenhänge für alle Felder der Kulturproduktion und alle Produzenten kultureller Güter zu verallgemeinern sucht. In mehreren Kapiteln greift er daher die Themen der Kämpfe um Positionen, um die Definition der wahren Kunst und um die Veraltung der zeitweiligen Avantgarde wieder auf; diese Erweiterungen wurden zur Reduzierung von Wiederholungen schon im Abschnitt über die Autonomie der Kunst eingeordnet. Die folgende Zusammenfassung konzentriert sich daher auf den Standpunkt eines einzelnen Kulturproduzenten, auf die gesellschaftlichen Bedingungen der von ihm zu treffenden Entscheidungen über seine künstlerischen Projekte.
In der kulturellen Produktion seien „die Praktiken der Schriftsteller und Künstler, und nicht zuletzt ihre Werke, Produkt der Begegnung zweier Geschichten: (1.) der Geschichte der Produktion der besetzten Position und (2.) der Geschichte der Dispositionen derer, die sie besetzen.“

#### Determinanten des Produktionsfeldes
In der Geschichte der Produktion erfassen die Positionskämpfe alle stilistischen Mittel und alle in der Geschichte eines Feldes entwickelten Positionen, zu denen sich die Neulinge in Abgrenzung oder in Anlehnung positionieren. Die Besetzung einer vorhandenen oder Entwicklung einer neuen Position erfordere die Beherrschung des kumulierten Erbes, eine Übersicht über alle kulturellen Positionierungen, d. h. alle Werke, alle literarischen und künstlerischen Formen und Begriffe, deren Gesamtheit die Feldgeschichte bildet. Wer die Struktur der Positionen und Positionierungen eines Feldes verstehen wolle, sei von der Kenntnis der historischen Bezüge, von der Kenntnis der Geschichte des Feldes und damit dem wahrzunehmenden Raum des Möglichen abhängig, wodurch die Produktion kultureller Werke sich zunehmend historisiere. Die Übersicht über das kumulierte Erbe des Feldes objektiviere sich in der Kulturgeschichte und die „Zulassungsgebühren“ für Neulinge bestünden daher in der Beherrschung dieser Geschichte, auf die sich auch jede Neuerung als Überschreitung der bisher kumulierten Möglichkeiten ex negativo beziehe. Die „Historisierung des ästhetischen Urteils“ trete immer stärker bei den Produzenten hervor und artikuliere sich in Werken, die sich ihrer formalen Eigenschaften und ihres Werts ausschließlich der Geschichte des Feldes verdanken. Konsequent sei daher der „naiv“ malende Zöllner Henri Rousseau als Versager dieser intellektuellen Eingangsprüfung und wegen seiner kleinbürgerlichen Ästhetik der starren Vorderansichten, Mittelplatzierungen und Statussymbole von seinen Malerkollegen einerseits grausam verhöhnt worden – und rechtfertigte gerade als Amateur andererseits den Glauben an den „ungeschaffenen Schöpfer“.
Der Raum des Möglichen funktioniere als ein „System von Wahrnehmungs-, Bewertungs- und Ausdrucksschemata“, als ein legitimierender Code, der sich den einzelnen Produzenten und ihren Ausdrucksimpulsen aufzwinge und Neuerungen sowohl fördere als auch Grenzen setze. Indem aber der Code eines Feldes der Produktion des einzelnen Werkes vorhergehe, das einzelne Werk also transzendiere, und sich dadurch als autonome Ordnung bestätige, verliere das kulturelle Erbe den Charakter als Ergebnis eines sozialen Prozesses, es erscheine als Transzendenz, obgleich es sich durch den langsamen Wandel des Feldes selbst verändere.
Die „Historisierung des ästhetischen Urteils“, die erforderliche Übersicht über den expandierenden Raum des ästhetisch Möglichen, betreffe Produzenten und Rezipienten gleichermaßen: Im Feld der Literatur seien zum Beispiel im Hinblick auf die für das Verstehen erforderliche hohe Kompetenz „Verfasser und legitimer Leser untereinander austauschbar.“ Die in der Logik des Feldes unter dem Einfluss der Historisierung produzierten Werke gehen einher mit einer wachsenden Ratlosigkeit der ‚zu wenig‘ vorgebildeten Rezipienten, die sich durch die vor allem mit der Moderne verbundenen Fokussierung auf die Form, wie beispielsweise in den monochromen Bildern Yves Kleins, in ihrer mentalen Integrität verletzt fühlen.
Das wachsende Netz der Positionen, damit auch die zunehmende „Historisierung“ eines Feldes durch die Kumulation des Erbes und der Schein seiner unabhängigen Dynamik verstärke wiederum die Autonomie des Feldes und verringere die Möglichkeiten einer Intervention von außerhalb, die sich an den internen Strukturen „brechen“, sich transformieren lassen müsse, obgleich das Machtfeld nicht allen Einfluss verliere, den es durch Institutionen und über konservative Intellektuelle mit ihrer doppelten Loyalität ausübe.

#### Determinanten der Biografie
Auch die Geschichte der individuellen Dispositionen der Akteure, der Platzwahl und der Platzwechsel werde von verschiedenen gesellschaftlichen Faktoren bestimmt: Ästhetische und politische Positionen würden eingenommen in Abhängigkeit von der sozialen Herkunft und von den im Feld besetzten Positionen, wobei das Feld selbst „der Wahrnehmung und Bewertung des Möglichen als Richtschnur dient.“ Der Umfang der im Feld der kulturellen Produktion wählbaren Positionen hänge ab von persönlichen Dispositionen und dem ökonomischen, sozialen und kulturellen Kapital eines Aspiranten: Generell seien es die „am besten Ausgestatteten, die sich als erste neuen Positionen zuwenden“, die „oft symbolisch und langfristig zumindest für die ersten Investoren“ von Zeit und Mühen die einträglichsten Platzierungen werden. In der Bildung und Auflösung von Gruppen zeige sich die gesellschaftliche Determinierung, indem sich diese Gruppen in der Phase des Aufstiegs zwar durch vorübergehend gemeinsame Interessen zusammenfinden, aber mit dem Beginn ihrer Anerkennung infolge der ungleichen Verteilung des erworbenen symbolischen Kapitals auseinanderbrechen. Die Privilegierung durch Herkunft und Bildung erklärten die Unterschiede in den Beiträgen der Produzenten zur intellektuellen Formalisierung und Institutionalisierung der ästhetischen Position.
Sowohl die in den besetzten Positionen und ihren Werken sich objektivierende Geschichte eines autonomen Feldes als auch die sich den Dispositionen der Produzenten einprägenden gesellschaftlichen Bedingungen verweisen auf die Notwendigkeit des Bruchs mit der „charismatischen ‚Schöpfer‘-Ideologie“: Die Konstruktion einer Künstlerbiografie könne nur Endpunkt einer wissenschaftlichen Untersuchung sein, die neben dem Habitus und seinen individuellen Dispositionen auch die generationenübergreifenden familiären Laufbahnen, die dem Feld immanenten Wahlmöglichkeiten und die durch das Umfeld begrenzte Menge legitimer Entscheidungen berücksichtige.

### Falsche Reduktionen
Bourdieu erläutert seine Entscheidungen für die Übernahme der ihn interessierenden in älteren Diskursen vorgefundenen Begriffe „Habitus“ und „Feld“, die es erlauben, die wichtigen beiden Anforderungen an ein wirkliches Verstehen zu erfüllen, nämlich tiefer zu blicken als nur die zu beobachtenden Interaktionen der Akteure und ihre Auswahl aus den gegebenen Möglichkeiten als bewusste Erfüllung der Strukturen aufzufassen.
Allen nur immanenten literaturwissenschaftlichen Ansätzen sei das durch die Feldtheorie mögliche genetische Verständnis der Produktion kultureller Werte entgegengesetzt. Prominent seien literaturwissenschaftliche Ansätze, die eine Selbstschöpfung des Künstlers unterstellen, sich auf dessen Persönlichkeit und Lebensereignisse konzentrieren und dadurch auf die eine oder andere Weise einen „Mythos von der unbefleckten Empfängnis“ vertreten. Diese würden den Zusammenhang von sozialer Umgebung und Werk zugunsten einer ungesellschaftlichen Isolierung des Werkes auflösen, sei es als (a) Determination durch anthropologische Konstanten, sei es durch (b) Strukturen der Sprache oder (c) der Mythen, (d) durch die Kette von Entwürfen bis hin zum fertigen Werk oder (e) durch eine kalendarische Gemeinschaft in einem „Zeitgeist“, dessen Effekt ohne Untersuchung seiner tatsächlichen Auswirkung auf das Feld einfach behauptet werde.
Aber auch externe, sozialgeschichtliche Ansätze scheitern, sofern sie ein Werk und bestimmte soziale Interessen in einen „unmittelbaren Zusammenhang“ bringen und es mehr oder weniger als „simple Widerspiegelung oder ‚symbolischen Ausdruck‘“ der sozialen Welt auffassen. Allein „der Feldbegriff ermöglicht es, über den Gegensatz zwischen interner und externer Analyse hinauszugelangen.“ „Daraus geht hervor, dass man der Kunstwissenschaft ihren eigentlichen Gegenstand nur geben kann, wenn man nicht nur mit der herkömmlichen Kunstgeschichte bricht (…), sondern auch mit einer Sozialgeschichte der Kunst, die nur zum Schein mit den Voraussetzungen der herkömmlichsten Konstruktion des Gegenstands bricht.“

### Enthistorisierung
Thema ist die Kritik einer Wissenschaft, die weder von der historisch-sozialen Genese der Kultur produzierenden Felder noch von ihrem eigenen Beitrag zur Dynamik eines Feldes ein angemessenes Verständnis entwickle. Sowohl in der Beschreibung der kulturellen Produkte als auch der Analyse des Verstehens werde durch Enthistorisierung und angebliche Voraussetzungslosigkeit der Glaube an eine interesselose, „reine“ Kulturproduktion und ihre ebenso reine, kontemplative Rezeption bestärkt.
Sowohl die verbreitete „Wesensanalyse“ der Kunstwerke als auch die der angemessenen ästhetischen Wahrnehmung berücksichtige nicht, dass beide eine historisch-gesellschaftliche Geschichte haben. Selbst die Bemerkung von Arthur C. Danto, dass der Wert eines Kunstwerkes von der institutionell verfassten Kunstwelt (Artworld) verliehen werde, übergehe „die historische und soziologische Untersuchung der Genese und Struktur der Institution.“ Vielmehr bestätige die institutionelle Logistik der Rezeption, die die Werke in den Museen aus dem Kontext ihrer Genese herauslöse, diesen problematischen Realitätseffekt, den Glauben an die Magie des Künstlers.
Die Unschärfe, Vagheit und Willkür der Kulturwissenschaft hänge davon ab, dass sie sich weder über die Historizität des Feldes noch über ihre eigene Zugehörigkeit klar sei: Alle Kategorien ästhetischer und philosophischer Beschreibungen seien historisch entstanden, damit implizite Stellungnahmen und „Waffen“ im Konkurrenzkampf der Positionen: „meist sind diese Kampfbegriffe ursprünglich als Beleidigungen oder Verurteilungen gemeint.“ Die Begriffe operierten mit dem Anspruch auf Voraussetzungslosigkeit, Universalität, Absolutheit und Rationalität, die abweichenden Vorstellungen abgesprochen werde. In Gadamers hermeneutischer Theorie der philosophischen Lektüre zum Beispiel werde die Leugnung „des ungeheuren, unsichtbaren Sockels der großen Gedanken“ zur Methode, um die Konstruktion einer anachronistischen und willkürlichen Wahrheit des professionellen Lesers zu legitimieren. Die Freiheit des Denkens können dagegen nur durch eine „historische Anamnese“ zurückgewonnen werden.
Die Wesensanalysen der Kunstgeschichte beschreiben nur naiv „jenes historisch Transzendentale“, den historisch entstandenen und jedem Produzenten vorgegebenen und daher autonom erscheinenden Raum des Möglichen, statt den reflexiv-genetischen Zusammenhang der Entwicklung von Produktion und Rezeption der Werke zu konstruieren: Das Auge des gebildeten Kunstliebhabers „ist ein historisches Produkt“, es habe wie das Werk eine phylogenetische und ontogenetische soziale Geschichte. Ohne eine spezifische Schulung könne von einem Liebhaber die erforderliche ästhetische Kompetenz mit ihren Kategorien, Begriffen und Taxonomien nicht erworben werden, diese Kompetenz habe also ihre kumulierten historischen und sozialen Voraussetzungen: Das von Kant beschriebene reine Vergnügen an der Kultur sei das Privileg derer, „denen die wirtschaftliche und gesellschaftliche Position zugänglich ist, in der sich solche ‚reine‘, ‚interesselose‘ Disposition dauerhaft einstellen kann.“ In der doppelten Enthistorisierung von Produktion und Rezeption bleibe der Kunstwissenschaft nur die essentialistische Fixierung auf die sichtbaren Objekte, den Künstler und die Kunstwerke als Fetische.
Auch im entwickelten Feld der Literatur seien im Hinblick auf die für das Verstehen der Werke erforderlichen Kompetenzen inzwischen „Verfasser und legitimer Leser untereinander austauschbar.“ Die Werke der literarischen Avantgarde postulierten einen gebildeten Leser, der ein Endpunkt der Geschichte des literarischen Feldes sei. Seine Art der „reinen Lektüre“ werde in einem Bildungssystem produziert und reproduziert, das mit kanonisierten Texten zum Beispiel der griechischen und römischen Klassiker das enthistorisierende Lesen und Verstehen einübe und damit die „Vorstellung einer überzeitlichen Menschheit“ vermittle; aber gerade das uns spontan Einleuchtende müsse der Selbsterkenntnis wegen historisiert werden.

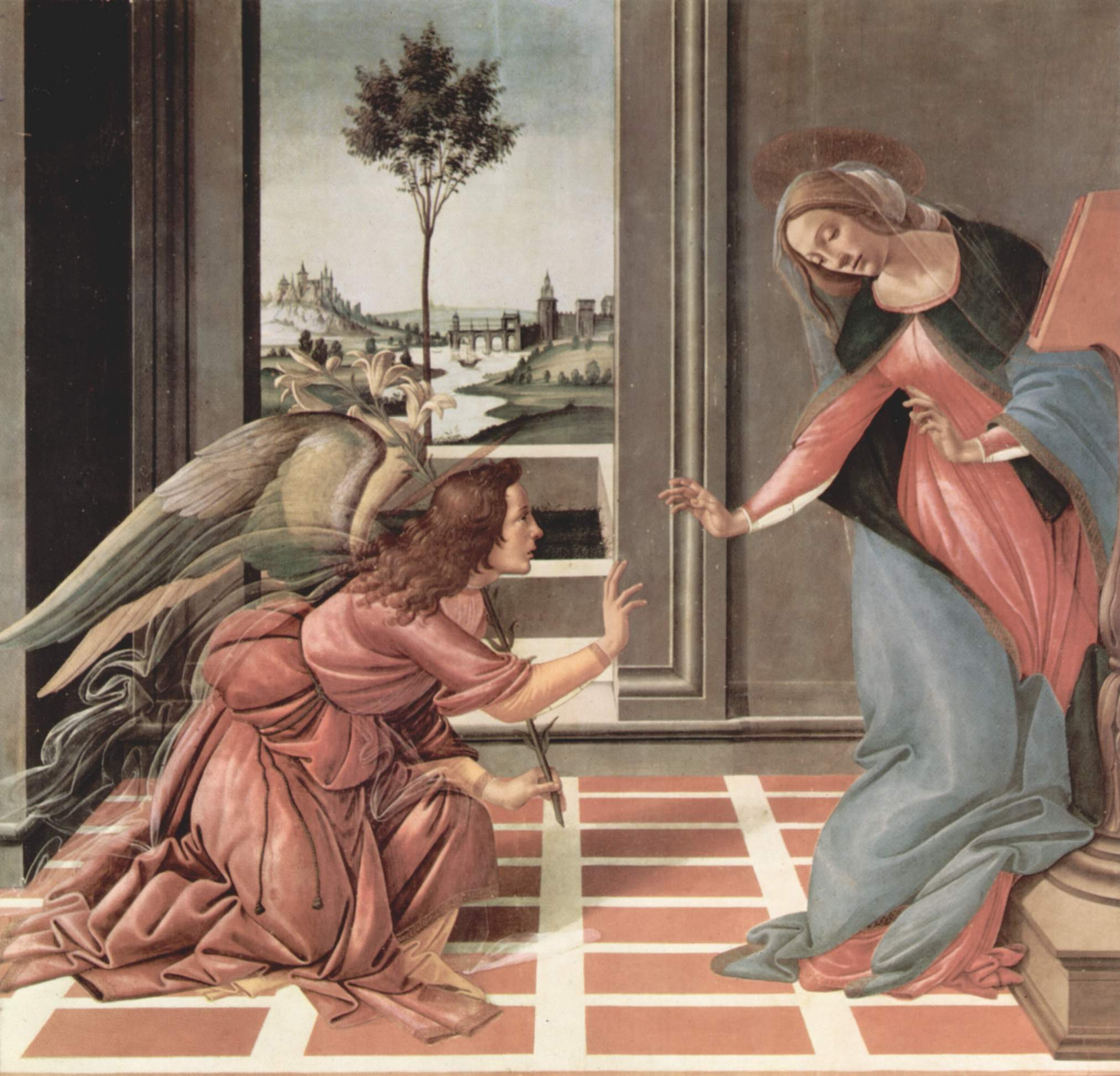
Sandro Botticellis „Verkündigung“ von 1489/1490 gilt als typisches Quattrocento-Gemälde

## Beispiele genetischer Kunstanalysen

### Malerei des Quattrocento: Gemälde für Krämerseelen
Am Beispiel der Malerei des Quattrocento (15. Jahrhundert) kann Bourdieu zeigen, welche Diskrepanz zwischen einerseits der Rezeption der Zeitgenossen und ersten Adressaten der Bilder, zum Beispiel der Piero della Francescas oder Botticellis, besteht und andererseits einem Verstehen heutiger Interpreten, die einen überhistorischen, konstanten Code annehmen, der vermeintlich nur durch einen intellektuellen „Akt des Entzifferns“ zu verstehen sei. Dagegen könne das erste Verstehen der Zeitgenossen, ihre „ursprüngliche Wahrnehmung“, nur aus ihrer Alltagserfahrung, mit einer „historischen Ethnologie“ rekonstruiert werden. So würden allerdings „sakralisierte Werke“ der Malerei wieder zu dem, was sie in ihrer Entstehung für die Auftraggeber, die Produzenten und die Rezipienten waren: „Gemälde für ‚Krämerseelen‘“.
Durch die zwischen den selbstbewussten Auftraggebern und Künstlern in Werkverträgen detailliert vereinbarten Sujets, Accessoires und die mehr oder weniger teuren Farben könne historisch belegt werden, dass die Produktion eines Gemäldes fest in das soziale Feld einbezogen war: Die den Künstlern vermittelten Bilderwartungen der ästhetisch qualifizierten Auftraggeber wurden durch Konkurrenz der bürgerlichen Gruppierungen und ihre symbolischen Manifestationen, durch den Gegensatz von Humanismus und christlicher Askese und durch die zunehmende Wertschätzung raffinierter Malweisen bestimmt. Vor allem aber wurde der zeitgenössische Code, der „Blick des Quattrocento“, das System von erworbenen Wahrnehmungs-, Beurteilungs- und Genussschemata in alltäglichen Situationen geprägt, in Schule, der Kirche, auf dem Markt, in geschäftlichen Verhandlungen usw. Das Vergnügen, die Freude der damaligen Betrachter beruhe auf dem sozial fundierten Selbstbewusstsein der Auftraggeber und Rezipienten, die in den Gemälden ihren Einklang mit der Welt darstellen ließen. Die Ideologie des Schöpfer-Künstlers dagegen verstehe jene Bilderfindungen ihrer gesellschaftlichen Bedingungen entkleidet als überzeitliche Konstanten.

### Faulkner-Lektüre verändert den Leser

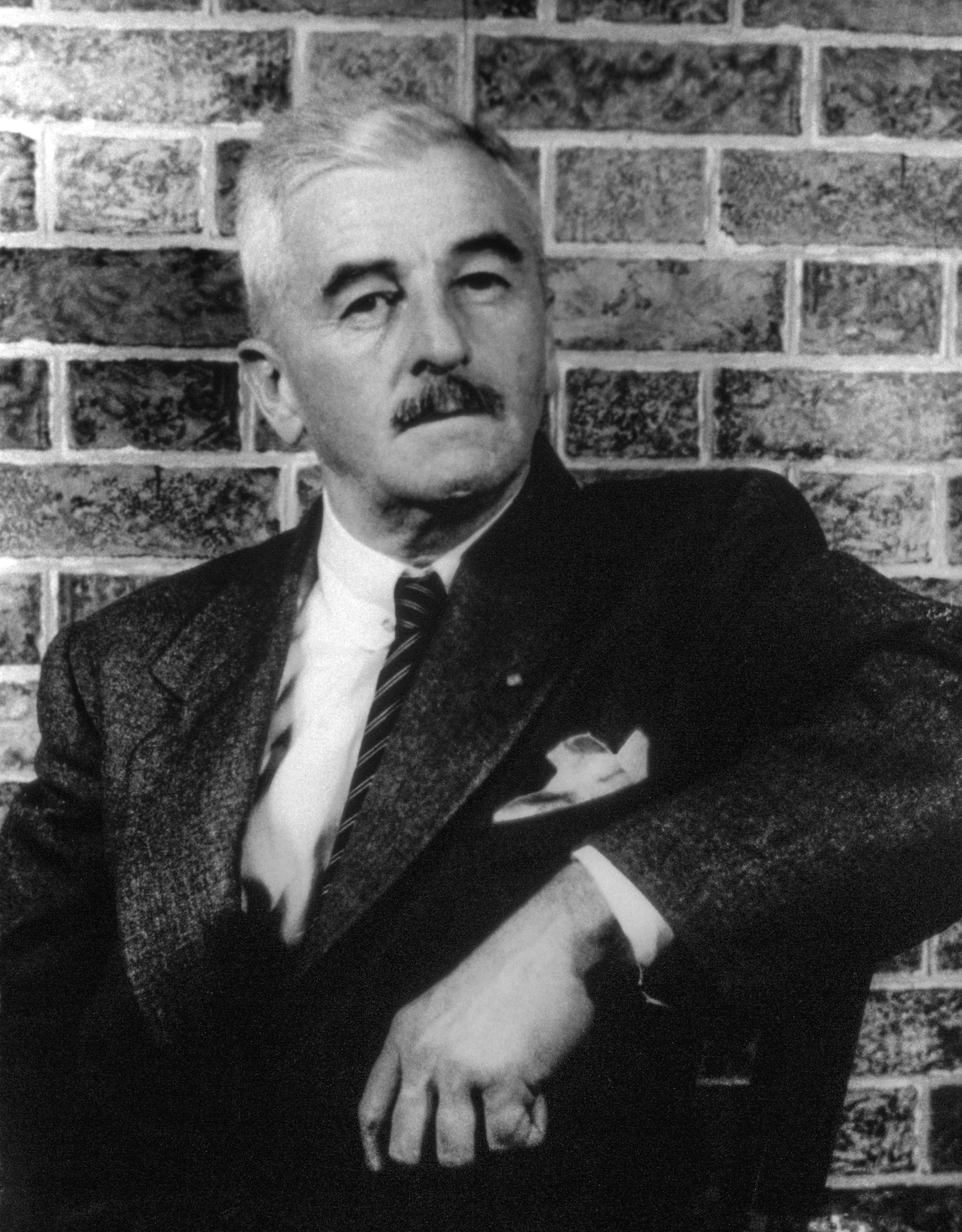
William Faulkner

In einem letzten Schritt Bourdieu zeigt Bourdieu am Beispiel Faulkners, wie die Avantgarde, beispielsweise im Feld der Literatur, aus dem Raum der ästhetischen Möglichkeiten auch solche realisieren kann, die nicht-hermetisch sind und dadurch die ästhetische Wahrnehmung ihrer Rezipienten verändern.
Bourdieu untersucht William Faulkners Werke Eine Rose für Emily und Schall und Wahn und zeigt, wie der Autor mit bestimmten kompositorischen Errungenschaften den naiven Leser heranführt an den „Bruch mit der traditionellen Konzeption des Romans und der naiv chronologischen Vorstellung von Zeiterfahrung.“ Der Leser werde nicht nur nicht aus der Rezeption ausgeschlossen, sondern durch die Durchbrechung der als Doxa unterstellten üblichen, erwartbaren Zeitstruktur zu einem anderen Lesen motiviert: „Wie ein Test oder eine Versuchsanordnung fordert er zu wiederholter, aber auch verstärkter Lektüre auf.“ Die Texte produzieren somit selbst den „impliziten“ oder „informierten Leser“ und „außergewöhnlichen ‚Archileser‘“, den die Literaturtheorie als den idealen Leser voraussetze. Die Komposition motiviere den Leser durch Enttäuschung seiner Vorurteile über die Plausibilität der Welt seine ästhetische Kompetenz zu erweitern.

### Schritte einer genetischen Literaturanalyse
Im Modus der Anwendung hat Bourdieu außer bei der Faulkner-Analyse sein Modell, seine Regeln der historischen Literaturanalyse in seiner Lektüre der Erziehung des Herzens und in der Kritik anderer Ansätze präsentiert. Die Aufzählung der Elemente bzw. Schritte einer solchen Literaturanalyse folgt hier, in der abschließenden Zusammenfassung, der anschaulichen Reihenfolge im ersten Drittel von Bourdieus Monografie und folgt damit auch der – in der Regel bei einem Werk beginnenden – Lektüre des nicht-professionellen Lesers. Allerdings: An anderer Stelle skizziert Bourdieu mit seiner Bemerkung zu den drei notwendigen Schritten der Analyse kultureller Werke eine anders akzentuierte, mehr systematische oder logisch-genetische Reihenfolge: 1. Machtfeld und Felder der Kultur, 2. Innere Struktur der Kulturfelder, 3. Genese des Habitus der Akteure.
Von einem zu untersuchenden literarischen Werk ausgehend sind im ersten Schritt in einer „strikt immanenten Analyse“, die sich gegen die hermeneutische Willkür des Von-außen-hinein-Tragens richtet, die relevanten Positionen des narrativen Universums zu identifizieren und die Regeln, nach denen sie besetzt oder inkorporiert werden können. In einem zweiten Schritt ist auf die Strategien der Akteure einzugehen, ihre Dispositionen, ihre Möglichkeiten, Einsätze und Trümpfe, mit denen sie die sozialen Positionen zu erobern suchen. Sofern sich drittens durch diese Analyse der Determinanten die Standpunktlogik der fiktiven Akteure, die Inkorporierung der Bedingungen durch die Protagonisten offenbart, ist ein genetisches Verständnis des Figurenhandelns möglich.
Das untersuchte Werk transzendierend müsse die anfänglich immanente Lektüre viertens die Illusion vermeiden, dass die Oberfläche der Figurenbewegung schon ihre konstitutiven Momente enthalte und enthüllen, wie die grundlegenden Strukturen des Feldes in der Personalisierung und Anschaulichkeit der Darstellung verhüllt würden. Die über sprachliche Merkmale des Textes hinausgehende Lektüre müsse die Eigengeschichte des realen Feldes und seiner ästhetischen Möglichkeiten und damit das Erbe an ökonomischen, sozialen und ästhetischen Voraussetzungen und ihre aktuelle Bedeutung für das zu untersuchende Werk und seinen Produzenten analysieren. (Zur Verdeutlichung dieser Zusammenhänge nutzt Bourdieu auch Diagramme und topografische Karten.)
Fünftens müsse sich auch eine sozialgeschichtliche „externe Analyse“ der Gefahr bewusst bleiben, ein Werk auf das soziale Interesse einer Person oder einer Gruppe zu reduzieren, es als „Widerspiegelung“ einer sozialen Position oder einer Weltanschauung zu verkürzen und damit „aus dem Künstler den bewusstlosen Sprecher einer sozialen Gruppe (zu) machen.“ Dagegen ist auch hier die kumulierte Eigengeschichte des produzierenden Feldes neben den sozialen Kämpfen zu berücksichtigen und statt einer Überdeterminierung auch die Möglichkeit der Koinzidenz unabhängiger Kausalreihen zu bedenken – die Möglichkeit der Umgehung dieser Denkfallen, „das Instrument des Bruchs mit allen partiellen Visionen (liegt) in der Idee des Feldes.“

## Rezeption
Jan Behrs (siehe Weblinks) kommentiert die gesammelten Schriften Bourdieus zur Kunst und Kultur, äußert sich aber auch zu den Regeln der Kunst, Bourdieus „kunsttheoretischem Hauptwerk“. Hier habe Bourdieu mit der Analyse von Flauberts Erziehung des Herzens ein „Musterbeispiel einer soziologischen Analyse von Literatur“ geliefert, allerdings einen „Theoriewälzer“ mit einem „stilistisch nicht unbedingt niedrigschwelligen Einstieg“. „Die Absicht, zum 'Diskursbegründer' im Sinne Michel Foucaults zu werden, ist in allen Texten dort zu finden […] Der daraus entstehende Anschein von äußerster Souveränität, die gelegentlich auf unvorteilhafte Weise ins Herrische umschlägt, ist ebenso gewöhnungsbedürftig wie eindrucksvoll.“
Matthias Beilein (siehe Weblinks) kommentiert im Journal of Literary Theory die Anwendung von Bourdieus Forschungsansatz in der deutschen Literaturwissenschaft. In 21 Aufsätzen im Sammelband Text und Feld. Bourdieu in der literaturwissenchaftlichen Praxis geht es um die Anwendung der Feldtheorie, die „nicht auf die Regeln der Kunst reduziert wird.“ In der Vielzahl der Aufsätze zeige sich die Brauchbarkeit von Bourdieus Theorie selbst in den „Vorschlägen zur Modifikation und Weiterentwicklung, mithin zur Anpassung an andere nationale Felder oder andere historische Konstellationen.“
Für Bernhard Fetz (siehe Weblinks) besitzt das Werk „trotz einiger redundanter Passagen“ den Charme der „Anschaulichkeit seiner Thesen.“ „Bourdieus Analysen von Werken Flauberts und auch Faulkners im vorliegenden Band sind brillant, weil sich die theoretischen Implikationen aus dem analysierten Gegenstand ergeben.“ „Ihre Grenzen haben Die Regeln der Kunst dort, wo die heutige Medienwirklichkeit die in der Beschreibung manchmal statisch anmutenden Kämpfe im Feld tendenziell auflöst.“ „Für den, der die Genese der (künstlerischen) Wahrnehmungsmuster verstehen will, ist es [das von Bourdieu entwickelte Instrumentarium] unverzichtbar.“
Hans-Edwin Friedrich (siehe Weblinks) sieht nach seiner ausführlichen Kritik der Regeln der Kunst eine Hauptschwäche im Mitschleppen der „hegelianisch-marxistischen Philosophie“, vor allem in der Prämisse des gesellschaftlichen Übergewichts des Feldes der Macht und der Ökonomie; in dieser „materialistischen Reduktion“ verzichte Bourdieu bei der Textanalyse auch auf die Errungenschaften der immanenten Ansätze der Lektüre. Die Schwächen lägen daher vor allem in der Theorie, die Stärken der Regeln der Kunst dagegen „in der empirischen Analyse.“
Gustav Mechlenburg (siehe Weblinks) gewinnt wegen des Schwerpunkts der Analyse von Flauberts Erziehung des Herzens den Eindruck, Bourdieu „trauert einer Zeit nach, in der seiner Meinung nach die Grenzen zwischen Kunst und Kommerz noch gewahrt waren.“
Nach Michael Wetzel (siehe Weblinks) überschätze Bourdieu zwar mit der Einordnung seiner Theorie unter die neuzeitlich narzisstischen Kränkungen des Individuums seine Originalität, aber er stelle „eine für die moderne Ästhetik nachgerade legendäre ideologische Position in Frage, nämlich die des Autors und Künstlers als eines autonomen Schöpfers seiner Werke.“ Bourdieus Analysen seien „in ihrer differenzierten und kenntnisreichen Durchführung unbestreitbar und erhellend. Was ihre Rezeption allerdings erschwert, ist der sehr selbstbezogene Stil der Argumentation, dessen aleatorische [auf Zufall beruhende], redundante Abfolge sich mit anderen Beiträgen zum Thema wenig abgibt.“ So werde Walter Benjamin nur en passant und die Frage der modernen Medien-Technologie gar nicht erwähnt.